# Ophioglossum
Ophioglossum é um género botânico de fetos, com cerca de 50 espécies de Ophioglossales, comummente conhecidas como ofioglosso e língua-de-serpente, as quais se inserem na família das Ofioglossáceas, apresentando uma distribuição cosmopolita, mas primariamente tropical e subtropical. 

## Etimologia
O nome genérico Ophioglossum provém do idioma grego, resultando da aglutinação dos étimos Ὄφις‎, que significa «serpente» e γλῶσσᾰ, que significa «língua». 